# КДВ-групп
«КДВ Групп» («Кондитерский дом Восток») — российский пищевой холдинг, специализирующийся на выпуске снэков, кондитерских изделий, соусов и других продуктов. Главный офис находится в Томске.
В рейтинге Forbes крупнейших частных компаний России за 2019 год компания занимала 77-е место. По данным РБК, совокупная выручка холдинга за 2016 год составила 95,3 миллиарда рублей. Численность персонала — 25 тысяч человек (2019). Руководитель и собственник — Денис Штенгелов.

## История холдинга
Компания образована в 1994 году в Томске Денисом Штенгеловым и его бывшими однокурсниками по Томскому университету.
Первые деньги Штенгелов заработал в середине 1990-х, когда вместе с друзьями организовал склад, с которого мелким оптом продавал семечки пенсионерам, чтобы те торговали ими на улицах. Позже стал продавать семечки кондитерским фабрикам. В 1997 году выкупил одну из них в посёлке Яшкино Кемеровской области. Две сестры и брат Дениса Штенгелова в разное время были сотрудниками и владельцами как компаний холдинга КДВ, так и собственных проектов, а также участвовали в деятельности совхоза «Нелюбинский».
В 1997 году бизнесмены приобрели «Яшкинский пищекомбинат», в то время выпускавший печенье, и компания была переименована в «Яшкино». В 2002 году компания вновь была переименована — в «КДВ-групп». В 2008 году ассортимент расширен за счёт приобретения ЗАО «Бриджтаун фудс» (сухарики «Три корочки», чипсы «Хрустящий картофель») и в 2009 году холдинга «Сибирский берег» («Кириешки», «BeerKa») — лидеров российского рынка снэков на то время. В последующем холдинг расширяется в ритейле (проект «Ярче!», начатый в 2015 году) и в сфере спортивной индустрии (проект «Кенгуру»). С 2021 года холдинг вышел на рынок в США, основав компанию «KDV USA» и купив местную кондитерскую фабрику Liberty Orchards. Также у холдинга есть своя футбольная команда.
В октябре 2021 года «KDV» купила у «Unilever» бизнес по производству «Calvé» на территории России и СНГ и «Балтимор», включая фабрику в Туле.

## Показатели деятельности
В 2023 году компания заработала рекордные почти 20 млрд рублей, увеличив за год чистую прибыль в четыре раза. При этом сумма дивидендов владельца составила 5 млрд рублей.
В 2024 году, по данным маркетплейса Wildberries, отмечается рост продаж шоколадных батончиков в штуках на 57% в течение полугода. В числе наиболее популярных марок — батончики «КДВ Яшкино».
В декабре Кемеровское управление Федеральной антимонопольной службы возбудило дело по признакам злоупотребления доминирующим положением на рынке в отношении входящих в состав холдинга «Яшкинской птицефабрики» и "Птицефабрики «Инская» из-за роста цен на яйца.

## Фабрики холдинга
- «Яшкинcкий пищекомбинат», «КДВ Яшкино», посёлок Яшкино — крупнейшее кондитерское предприятие в Кузбассе (1,6 тысяч работников)[14].
- Кондитерская фабрика «Красная звезда», Томск, с 2013 года.
- «Кузбасский пищекомбинат», Новокузнецк, с 2013 года — около 16 500 тонн колбасной продукции и 7300 тонн полуфабрикатов в год, комбикормовый завод, свинокомплекс «Боровково» (9660 тонн свинины в год), выручка — 3,5 миллиардов рублей, чистая прибыль — 55,3 миллионов рублей[15]. С 2017 называется «Роспозитивимпульс».
- «Сибирский берег» («Кириешки», «BeerKa»), Новосибирск, куплен за 100—115 млн $, с 2009 года[16].
- Кондитерский комбинат «Озёрский сувенир» в городе Озёры Московской области стоимостью 1,4—1,5 миллиардов рублей, с 2016 года[17].
- «КДВ Воронеж» — кондитерская фабрика в деревне Богданово Воронежской области, самая крупная производственная площадка производителя. Объём вложений — 15 миллиардов рублей, объём выпускаемой продукции — около 150 тонн в сутки, с 2015 года[18].
- «КДВ Яшкинская мельница» — мукомольное производство в селе Поломошное стоимостью 1,7 миллиардов рублей.[19].
- Тепличный комплекс в Яшкинском районе. Площадь теплиц 10 гектаров, инвестиции — 2,1 миллиарда рублей[19].
- «Бриджтаун фудс» (сухарики «Три корочки»), с 2008 года.
- Группа «Золотой терем», марка «Баренцев», Ржев Тверской области, выручка — 2,2 миллиарда рублей, прибыль — 442 миллиона рублей[20].
- Завод на Алтае[21].
- Завод в Ташкенте[22].
- Кондитерская фабрика «Глобус» в Ульяновске, с 2017 года[23].
- Кондитерская фабрика «Гранъ» (печенье «Заварные пышечки», «Заварики») в Федино, с 2017 года, затем переименована в «КДВ Воскресенск».
- Сеть супермаркетов шаговой доступности «Ярче!» — более 550 магазинов, выручка — 9 миллиардов рублей, прибыль — 77,1 миллионов рублей (2016)[24].
- Фабрика в Краснодарском крае (ООО "КДВ Краснодар"), Белоглинский район, село Белая глина — производство семечек "Бабкины семечки".

## Бренды
Согласно официальному сайту, КДВ-групп владеет следующими брендами:
- «Яшкино»
- «Бабкины семечки»
- «Кириешки»
- «O’Zera»
- «Бонди»
- «Babyfox»
- «Хрустящий картофель»
- «Чипсоны»
- «Смак»
- «Mini Free»
- «BEERка»
- «Calve»
- «Балтимор»
- «Bottega del Sole»
- «Своя мельница»
- «Djazzy»
- «Gardelli»
- «Бомбастер»
- «Галерея вкусов»
- «Зеленый попугай»
- «Золотая чайхана»
- «Крут Фрут»
- «Крошка Лёва»
- «Мачо Хит»
- «Маяма»
- «Морские»
- «Мэлори»
- «Озёрский сувенир»
- «Ореховичи»
- «Фруктовичи»
- «El Alino»
- «Etre»
- «Fan»
- «Flint»
- «Forsite»
- «Impulse»
- «Krutonoff»
- «Lifely»
- «Maestro Gusten»
- «Medino»
- «Nina Farina»
- «Nut story»
- «PROчипсы»
- «Smart formula»
- «Tondi»
- «Verano»
- «Yota»
- «3 корочки»
- «Болжау»